# Игоревское сельское поселение
Игоревское сельское поселение — муниципальное образование в составе Холм-Жирковского района Смоленской области России.
Административный центр — железнодорожная станция (фактически: посёлок при станции) Игоревская.
Образовано Законом от 28 декабря 2004 года.

## Население
| 2011  | 2012  | 2013  | 2014  | 2015  | 2016  | 2017  |
| ----- | ----- | ----- | ----- | ----- | ----- | ----- |
| 1960  | ↘1886 | ↘1853 | ↘1814 | ↘1778 | ↗1802 | ↗1806 |
| 2018  | 2019  | 2020  | 2021  |       |       |       |
| ↘1770 | ↘1703 | ↘1670 | ↗1749 |       |       |       |

## Населённые пункты
На территории поселения находятся 2 населённых пункта:
| № | Населённый пункт | Тип     | Население |
| - | ---------------- | ------- | --------- |
| 1 | Игоревская       | станция | 1961      |
| 2 | Левково          | деревня | 4         |

## Географические данные
- Общая площадь: 93,67 км²
- Расположение: центральная часть Холм-Жирковского района, в 18 км к юго-западу от п.г.т. Холм-Жирковский.
- Граничит[13]:
  - на северо — с Канютинским сельским поселением и Лехминским сельским поселением
  - на востоке — с Агибаловским сельским поселением и Холм-Жирковским городским поселением
  - на юге — с Ярцевским и Сафоновским районами.
  - на западе — с Томским сельским поселением

### Климат
умеренно-континентальный, отличается большой суровостью. Средние температуры зимних месяцев ниже нормы, меньше продолжительность вегетационного периода, позже заканчиваются весенние заморозки, а осенние наступают раньше.
Реки
Трасвилька и Света — бассейн реки Днепр. Протекают в хорошо оформившихся речных долинах. Реки равнинные, с преобладанием снегового типа питания. Годовой сток характеризуется весенним половодьем, двумя меженями (низкий уровень воды) — летне-осенний и зимний, периодическими летними и зимними паводками, вызванными выпадением большого количества осадков. На территории сельского поселения имеется техническое водохранилище ИДК, площадь которого составляет 10 га.
Почвы
преобладают: тяжелые суглинки, подзолистые и торфяно-болотистые.

## Экономика
Действует Игоревская (станция) железной дороги Смоленск — Владимирский Тупик.

## Транспорт
Сельское поселение соединено автомобильной дорогой с районным центром.
Проходит железнодорожная линия Дурово — Владимирский Тупик. Она утратила своё значение, движение пассажирского поезда ограничено до трёх раз в неделю.
Дороги внутри поселения с асфальтовым покрытием.